# Duportella
Genre
Duportella est un genre de champignons de la famille des Peniophoraceae.

## Liste d'espèces
Selon Catalogue of Life (28 octobre 2013) :
- Duportella jordaoensis
- Duportella kuehneri
- Duportella kuehneroides
- Duportella miranda
- Duportella pirispora
- Duportella raimundoi
- Duportella renispora
- Duportella rhoica
- Duportella schomburgkii
- Duportella sphaerospora
- Duportella tristicula
- Duportella tristiculoides
- Duportella velutina

Selon Index Fungorum (28 octobre 2013) :
- Duportella jordaoensis Hjortstam & Ryvarden 2004
- Duportella kuehneri (Boidin & Lanq.) Hjortstam 1987
- Duportella kuehneroides Boidin, Lanq. & Gilles 1991
- Duportella miranda Boidin, Lanq. & Gilles 1991
- Duportella pirispora Boidin, Lanq. & Gilles 1991
- Duportella raimundoi Pat. 1915
- Duportella renispora Boidin, Lanq. & Gilles 1991
- Duportella rhoica Boidin & Lanq. 1995
- Duportella schomburgkii (Berk.) G. Cunn. 1953
- Duportella sphaerospora G. Cunn. 1957
- Duportella tristicula (Berk. & Broome) Reinking 1920
- Duportella tristiculoides Sheng H. Wu & Z.C. Chen 1993
- Duportella velutina Pat. 1915

Selon NCBI (28 octobre 2013) :
- Duportella tristicula